# Farallón

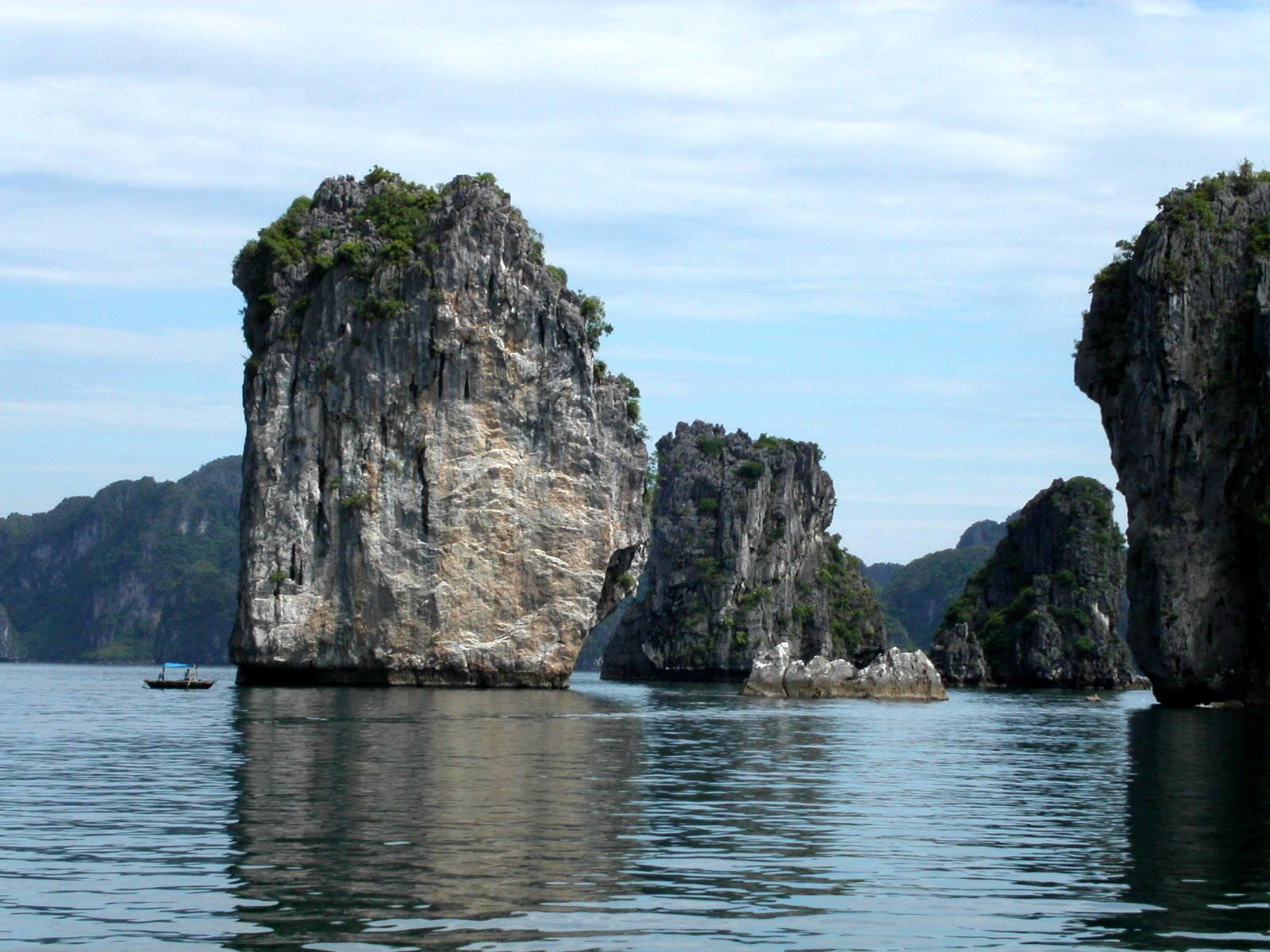
Farallones en la costa de Vietnam.

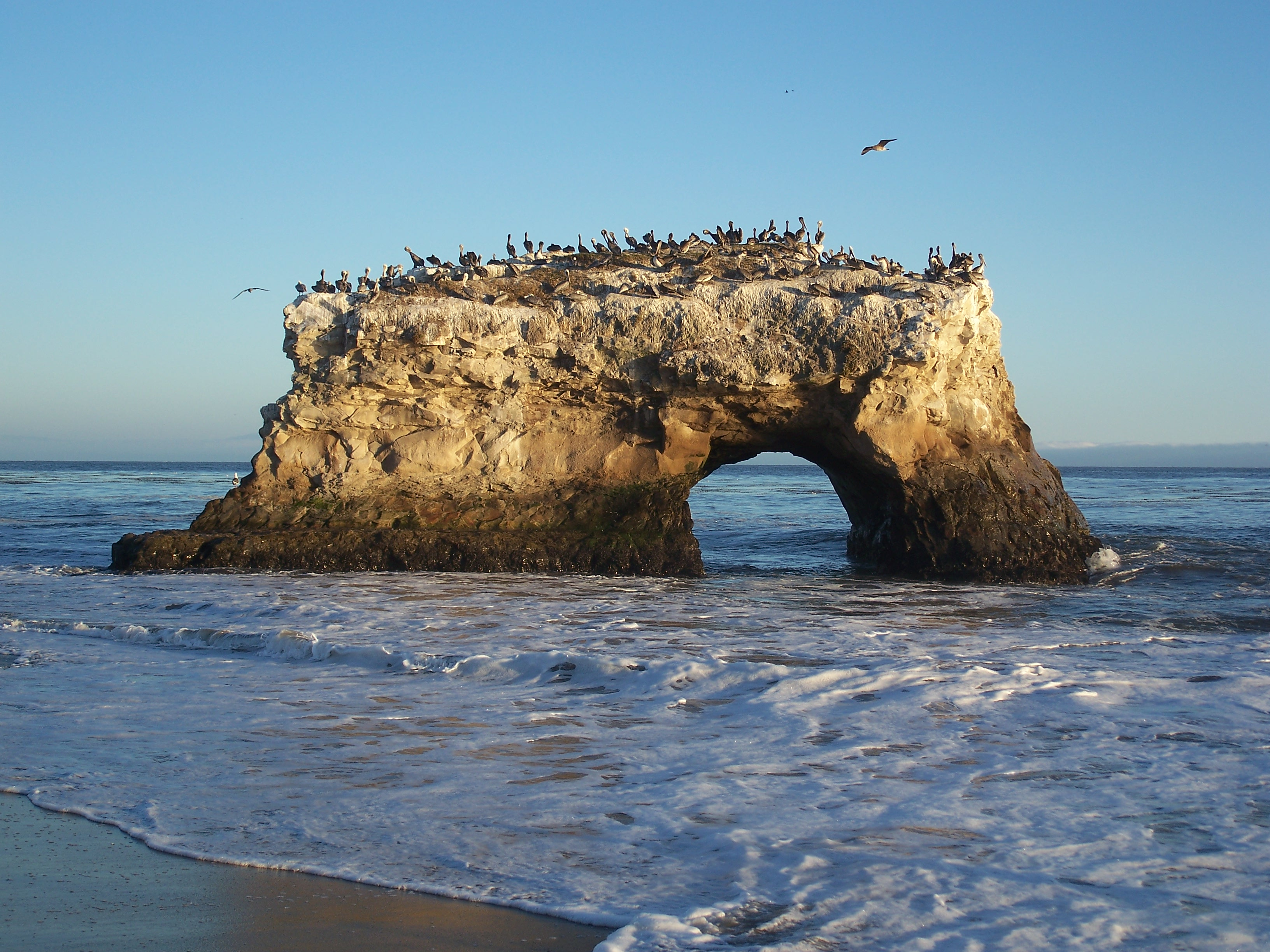
Puente natural de Santa Cruz (Estados Unidos).

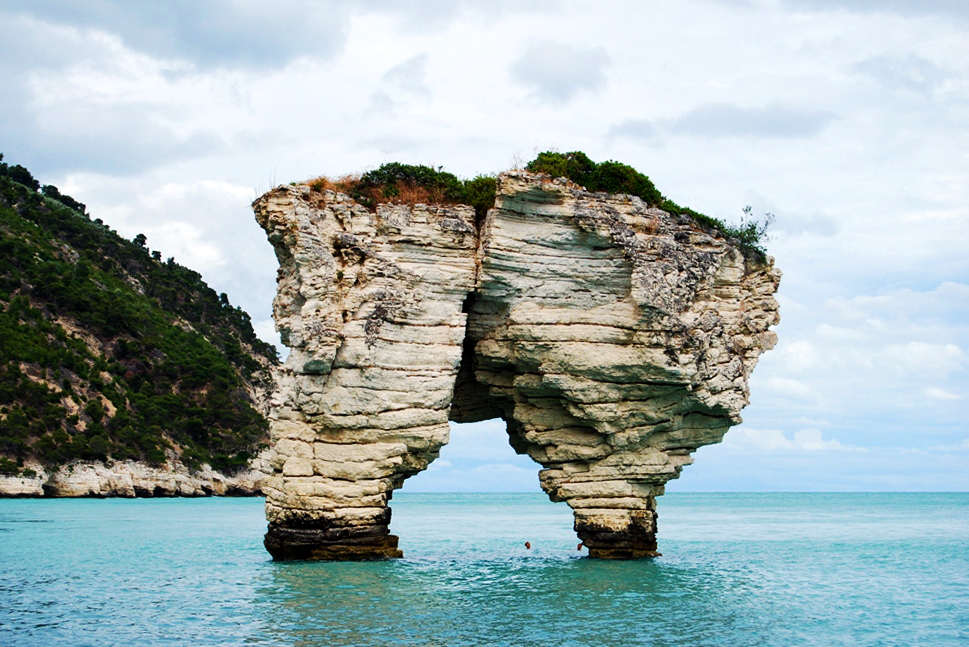
Farallón en el parque de Gargano, Italia.

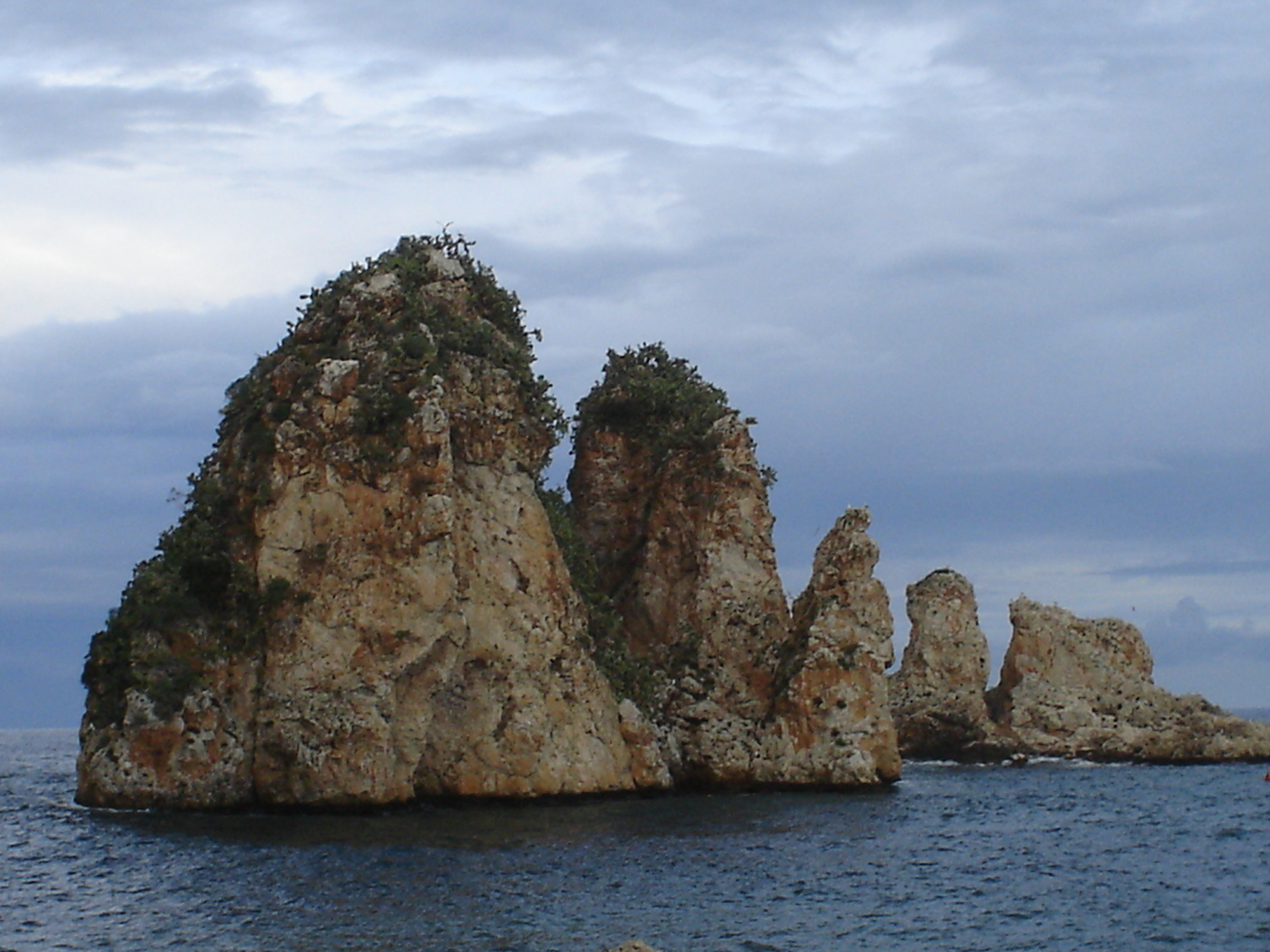
Farallón en Castellammare del Golfo, Italia.

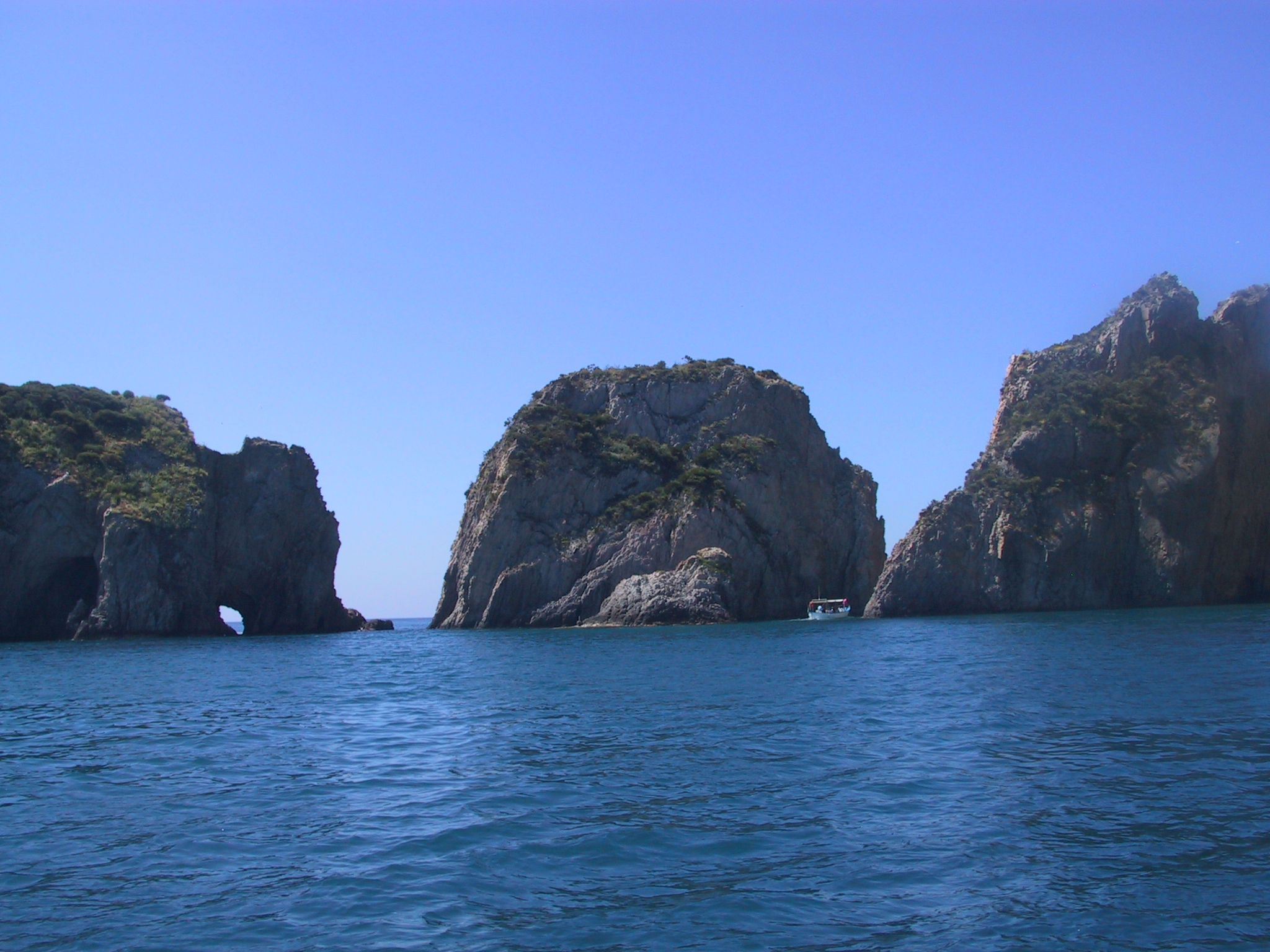
Farallón en las islas Pontinas, Italia.

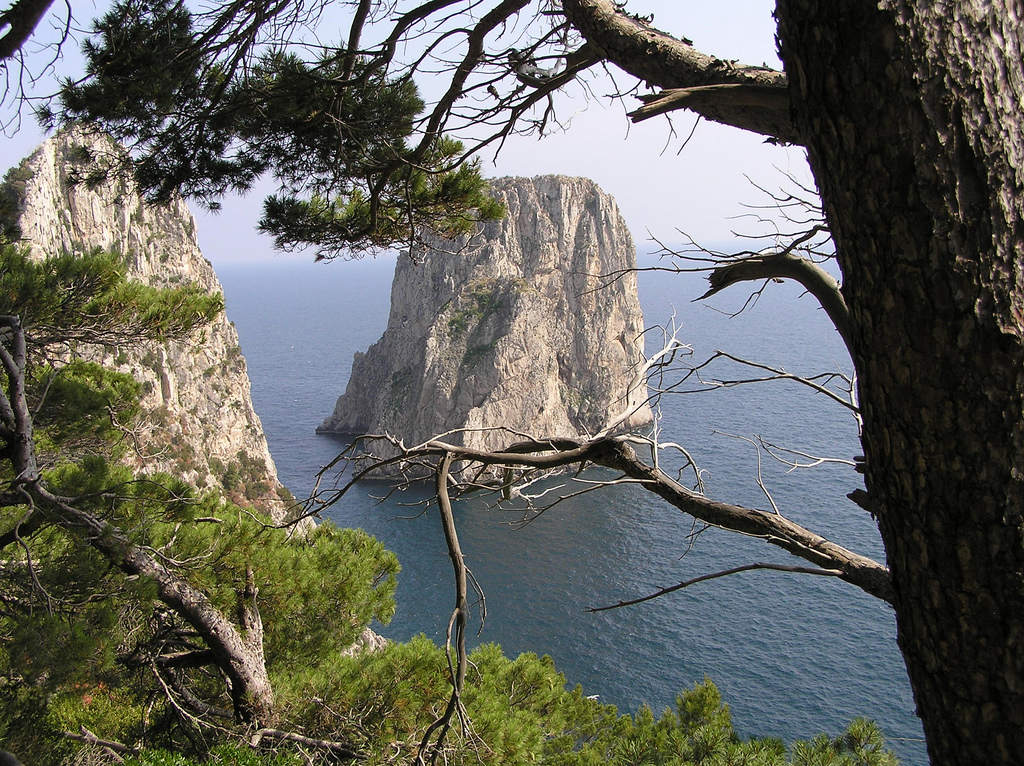
Farallón en la costa de Capri, Italia.

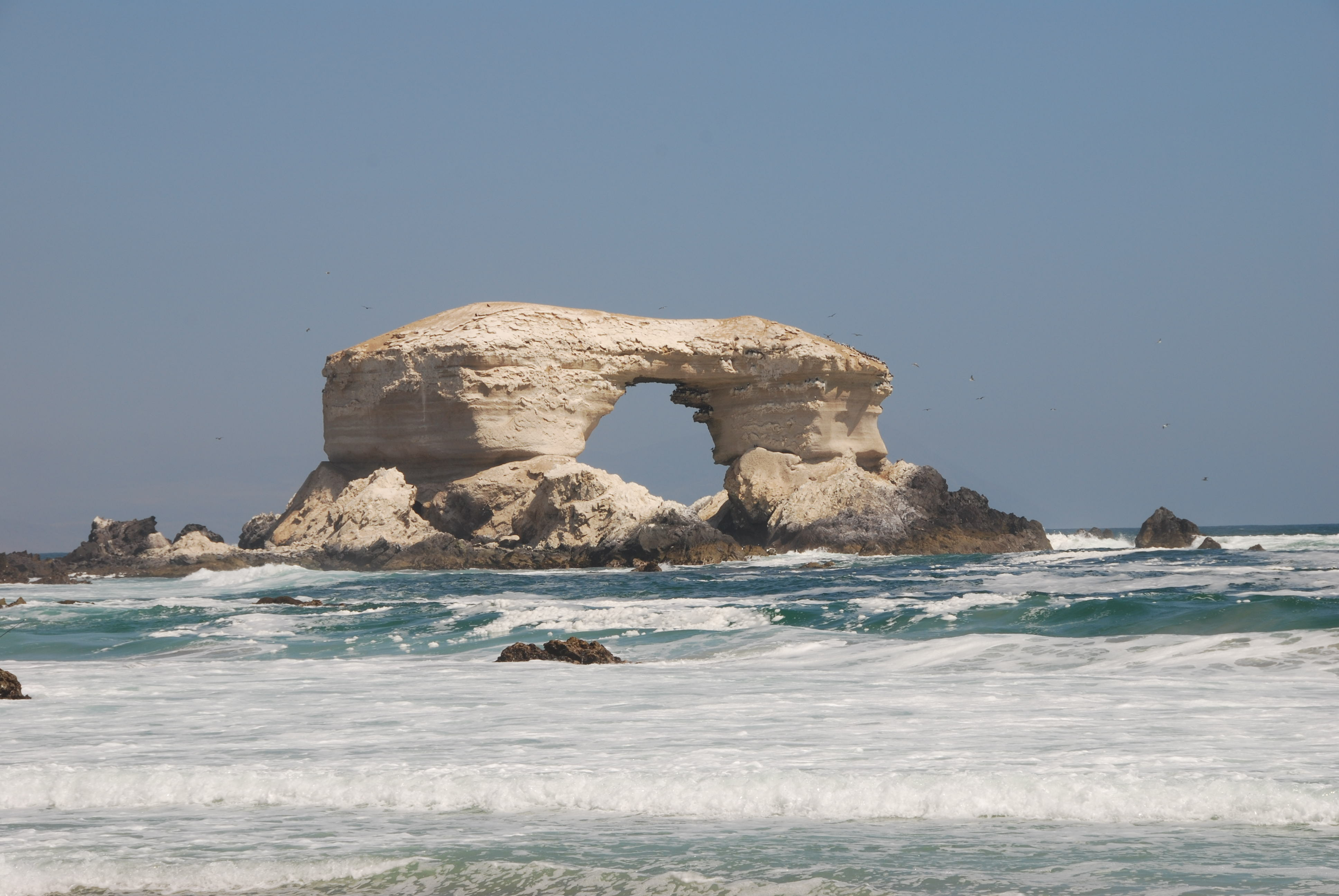
Portada de Antofagasta, Chile.

Un farallón es un promontorio rocoso que se alza sobre el mar cerca de la línea de costa, originado por la acción erosiva de las olas sobre las partes más blandas de un acantilado. Esta forma de relieve resultante constituía con anterioridad parte de la tierra firme, pero quedó aislada por los efectos del oleaje al desencadenarse un proceso de erosión que comienza con la excavación de una cueva en la pared del acantilado. Con el tiempo se forma un arco o puente que termina por derrumbarse, dando lugar a unos salientes aislados que reciben el nombre de farallones. Estos siguen sufriendo la acción erosiva marina hasta quedar reducidos a arrecifes, la fase final del ciclo. 
No obstante, en ocasiones se le da el nombre «farallón» a promontorios rocosos no ubicados cerca de la línea de la costa, ejemplo de esto son los farallones de Cali y los farallones del Citará.
Uno de los ejemplos más espectaculares de esta forma de relieve se encuentra en la costa australiana de los Apóstoles, en el sur del estado de Victoria, donde se levanta un conjunto de farallones conocidos como The Twelve Apostles («Los Doce Apóstoles»). En la costa lucense española también se pueden contemplar muchos de estos característicos relieves, concretamente en la Playa de Las Catedrales. 

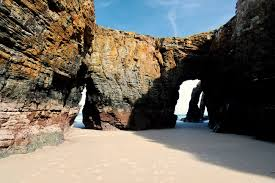
Playa de las Catedrales, Lugo, España.

El nombre deriva del latín vulgar o del término italiano faraglione, que probablemente viene a su vez del griego pharos, que significa faro, debido a que en la época de las poderosas talasocracias los farallones probablemente estaban marcados por hogueras para evitar que las embarcaciones encallaran durante la navegación nocturna.
A veces, en geomorfología, también se usa para describirlos el término stack, o las variantes regionales de raukar (en Suecia) o kekur  (en Rusia).

## Formación
Los farallones se forman típicamente en rocas sedimentarias o volcánicas con capas horizontales, particularmente en acantilados de piedra caliza. La dureza media de estas rocas significa una resistencia media a la erosión abrasiva y atritiva. Una capa más resistente puede formar una piedra angular. Los acantilados con roca más débil, como arcilla o roca muy articulada, tienden a desplomarse y erosionarse demasiado rápido para formar farallones, mientras que las rocas más duras, como el granito, se erosionan de diferentes maneras.
El proceso de formación suele comenzar cuando el mar ataca líneas de debilidad, como juntas empinadas o pequeñas zonas de fallas en la cara de un acantilado. Estas grietas se agrandan gradualmente y se convierten en cuevas. Si una cueva atraviesa un promontorio, se forma un arco. La erosión adicional hace que el arco se derrumbe, dejando el pilar de roca dura alejado de la costa, el farallón. Al cabo del tiempo, la erosión hará que el farallón se derrumbe, dejando un tocón. Este tocón generalmente forma una pequeña isla rocosa, lo suficientemente baja como para que la marea alta la sumerja.

## Localizaciones

### Australia

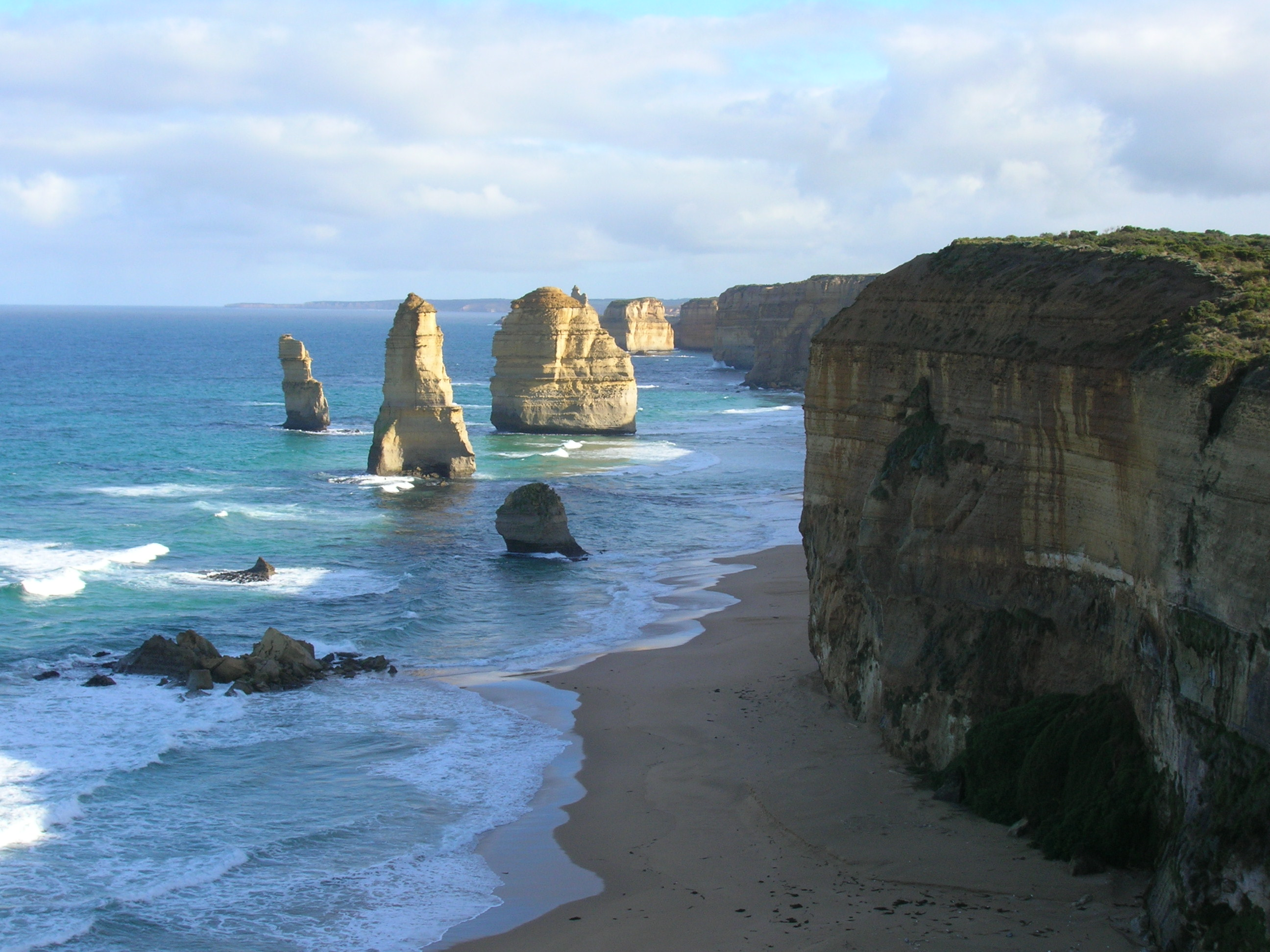
Los Doce Apóstoles en la costa de Victoria, Australia.

El llamado Totem Pole (El tótem y el candelabro), están en la península de Tasmania, y están hechos de dolerita.

### Canadá
Las Hopewell Rocks están ubicadas en la Bahía de Fundy en Nuevo Brunswick, Canadá, dentro del Parque Provincial Hopewell Rocks . También se les llama rocas de maceta por los arbustos que crecen en sus copas. Son conocidas por estar bañadas por una de las mareas más altas del mundo (de 10 a 14 metros).
Percé Rock, un islote rocoso de escarpados acantilados, situado en el golfo de San Lorenzo, en el extremo oriental de Península gaspesiana, es una imponente isla de piedra caliza de 433 metros de largo, 90 metros de ancho y 88 metros de alto en su punto más alto, con un arco natural. De 15 metros de altura y adosado a una pila, queda testigo de un segundo arco que se derrumbó en 1845. Hace aún más tiempo, la roca tenía incluso tres arcos, descritos en 1815 por el topógrafo Joseph Bouchette.
Siwash Rock es un afloramiento rocoso en Vancouver, Columbia Británica, en Stanley Park, Canadá. Una leyenda entre los indígenas Squamish rodea la roca. Mide entre 15 y 18 metros (49 y 59 pies) de altura. Los marineros la conocieron como Nine Pin Rock por su parecido con un boliche. El nombre Squamish de la roca es Slhx̱i7lsh o Lhilhx̱í7elsh. Este nombre hace referencia a la historia de un hombre transformado por X̱aays. Según Andrew Paull, el agujero en la roca es donde Slhx̱i7lsh guardaba su equipo de pesca. En Legends of Vancouver, la poeta Pauline Johnson cuenta una leyenda de Squamish sobre cómo un hombre se transformó en Siwash Rock "como un monumento indestructible a la paternidad adecuada". Una placa cerca de la roca (en la foto) indica que se trata de "Skalsh the Selfless", que fue transformado por "Q'uas the Transformer", como recompensa por su altruismo.
Existe controversia sobre el nombre de la roca. "Siwash" es una palabra del argot chinook para referirse a una persona de ascendencia indígena o nativa americana. Aunque la palabra "siwash" en la jerga no tiene necesariamente una connotación negativa y es utilizada por los propios pueblos indígenas, su etimología se remonta a la palabra en francés ""sauvage" ("salvaje"), que significa salvaje o no domesticado. Algunos consideran que la palabra es burlona, pero sigue utilizándose en algunos nombres de lugares y otros contextos sin asociaciones despectivas, como con Siwash Rock, Siwash Sweater, etc.
También se pueden encontrar muchos farallones en la Bahía de San Josef en el Parque Provincial Cape Scott en el extremo norte de la isla de Vancouver.

### Dinamarca / Islas Feroe
Dangarnir designa 2 farallones en el archipiélago de las Islas Feroe ubicadas entre el islote Tindhólmur (otro farallón) y la isla de Vágar y denominadas localmente: Stóri Drangur y Lítli Drangur.

### Estados Unidos

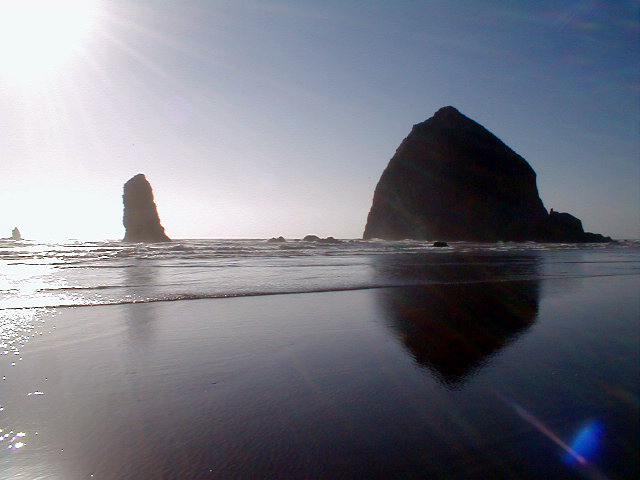
La Haystack Rock. Oregón. EE. UU.

En Oregón, la Haystack Rock (Roca pila de heno) es un farallón de 72 metros de altura.

### Francia

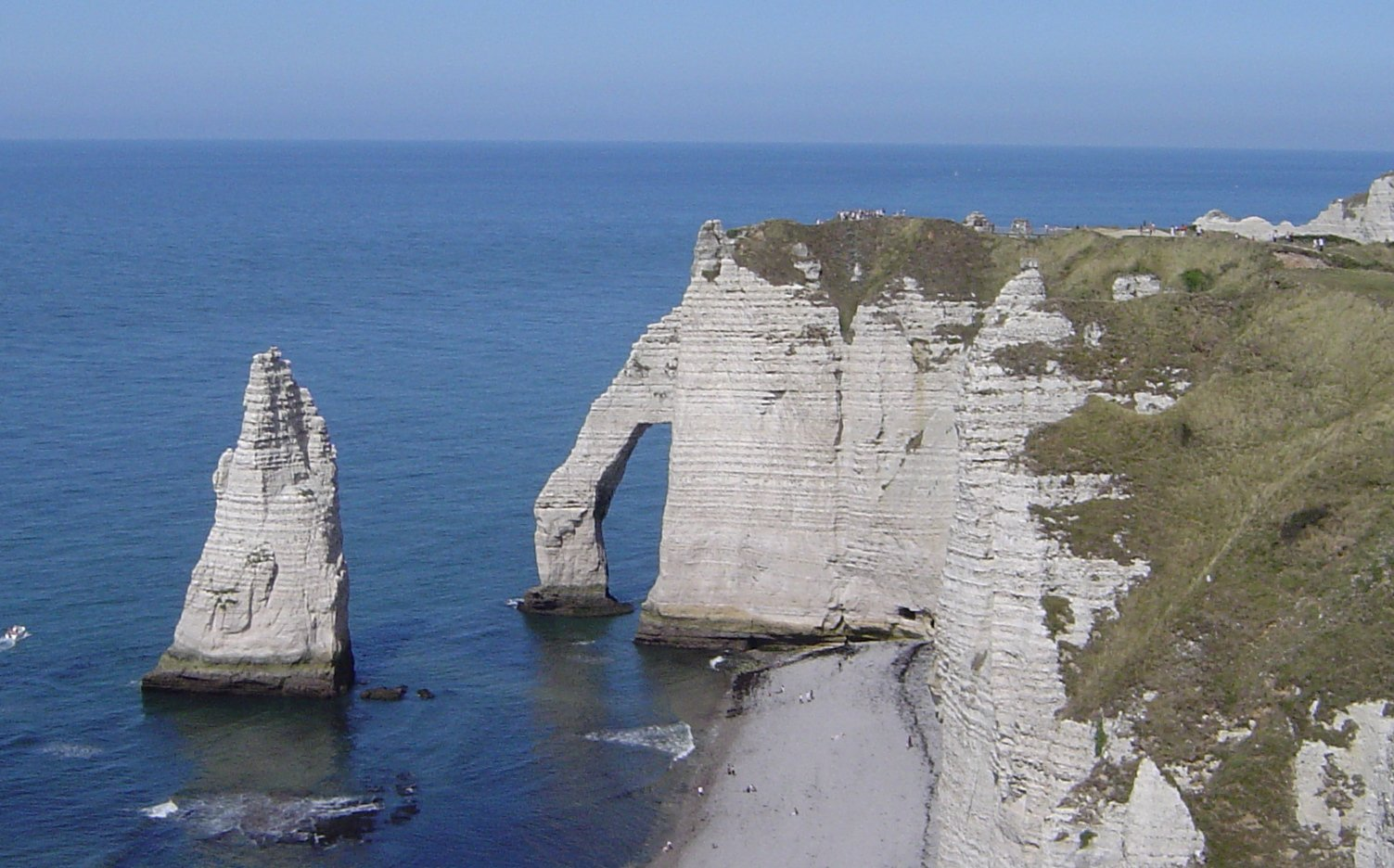
El acantilado con la aguja de piedra y la puerta de Aval en Étretat, Francia.

El farallón de piedra más famoso de la costa de Francia continental se encuentra en Étretat. Se le conoce como la Aiguille y está situada cerca de la Porte d'Aval, en el acantilado de Aval, mientras que otra menos conocida se sitúa aguas arriba, a pocos kilómetros, llamada Aiguille de Belval Este farallón dio nombre y elemento argumental principal a la novela La aguja hueca, una aventura de Arsène Lupin escrita por Maurice Leblanc.
Los Tas de Pois (montones de guisantes) en la punta de Pen-Hir tienen 6 farallones: Grand Dahouët que sostiene la tierra, Petit Dahouet, Penn-Glaz (cabeza verde), Chelott, Ar Forc'h (La horca) y Bern-Id (montón de trigo).
Frente a la costa de Bonifacio en el sur de Córcega, el roquedal Grain de sable es un farallón.
En la costa de la finca Castillo de Abbadie, en Hendaya, se encuentran dos farallones, llamados los jumeaux (los gemelos).

### Italia

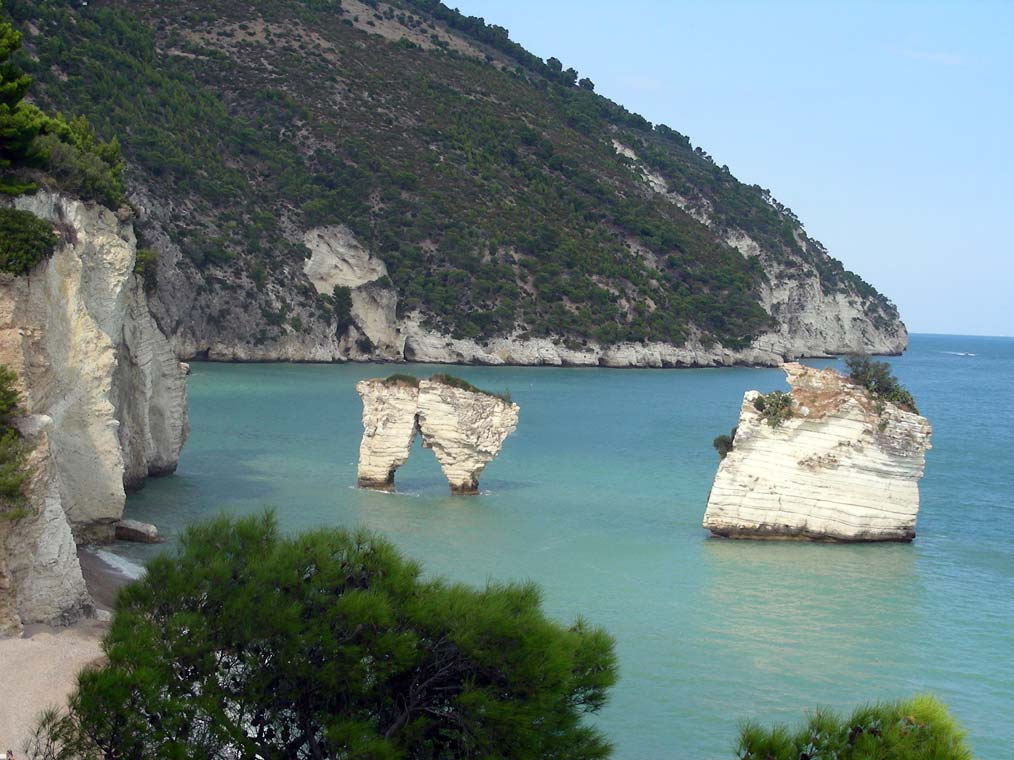
Bahía de farallones en Gargano, Italia.

En Italia se les llama faraglioni (farallones); los más famosos están en Capri, en la reserva natural marina de las Islas Cíclopes, frente a Aci Castello (inmortalizado por Giovanni Verga en I Malavoglia y la Fantástica), en la isla del Giglio, en las Islas Eolias, en Pantelleria, en Scopello, Mattinata en la provincia de Foggia y la ciudad costera de Torre Sant'Andrea en la comarca de Salento.
La costa suroeste de Cerdeña, frente a la playa de Masua en el municipio de Iglesias, también presenta cinco farallones fusionados en un único bloque central llamado Pan di Zucchero, Pan de Azúcar.

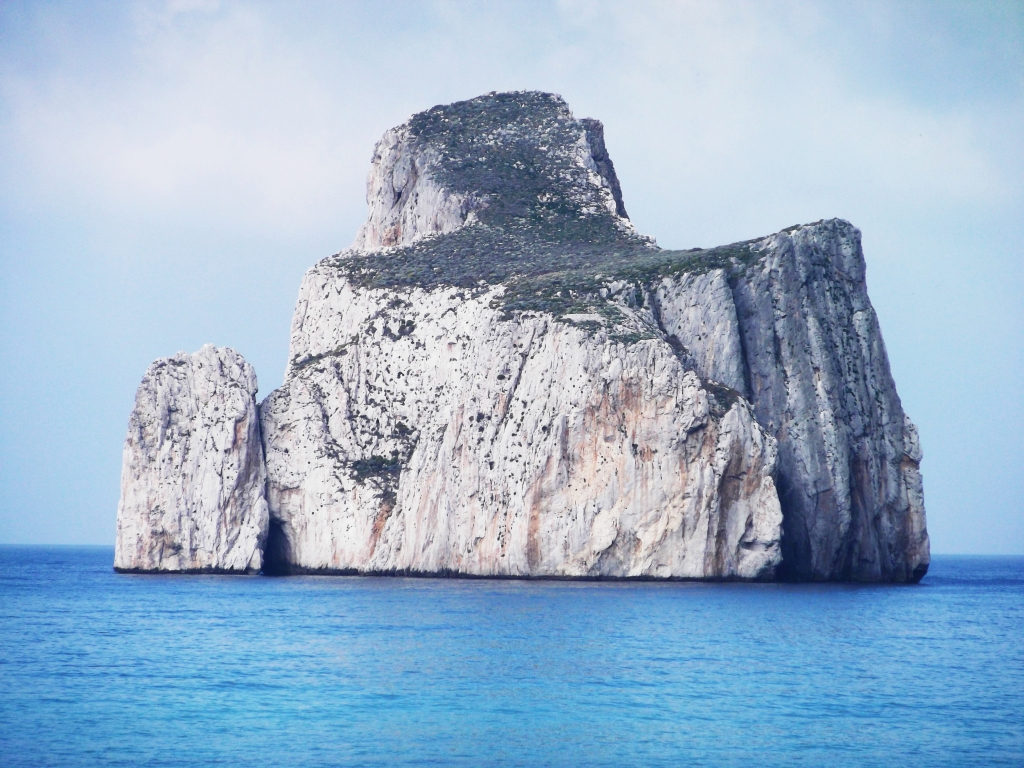
Pan di Zucchero, Cerdeña.

### Nueva Zelanda

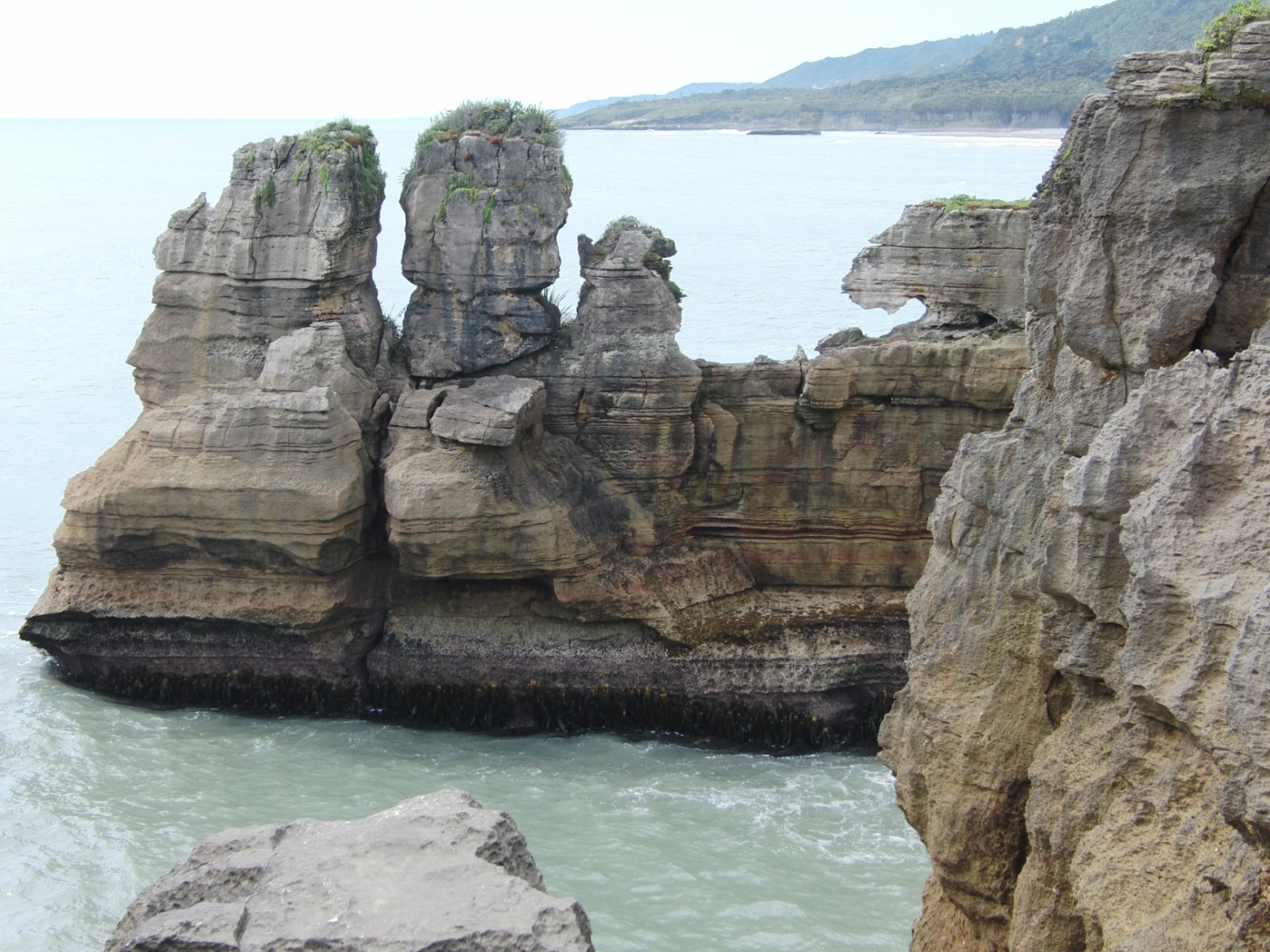
Pancake Rocks, Punakaiki, Nueva Zelanda.

Las Pancake Rocks son formaciones de piedra esculpidas por la erosión marítima, algunas de las cuales forman farallones.

### Portugal

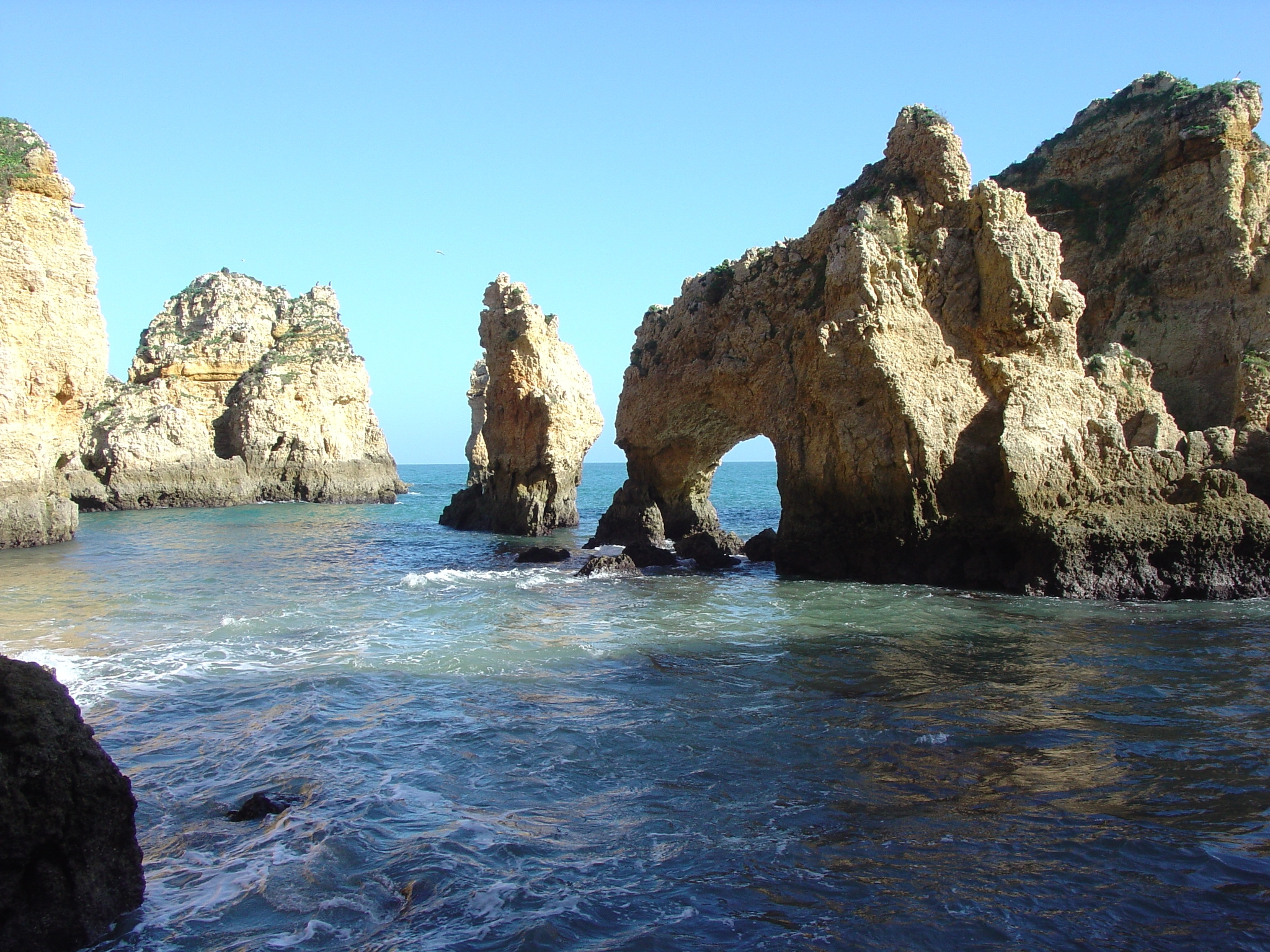
Ponta da Piedade, Lagos, Portugal.

En el Algarve, cerca deLagos, la Ponta da Piedade, son unos farallones de varios metros de altura marcan la costa durante unos cientos de metros.

### Suecia

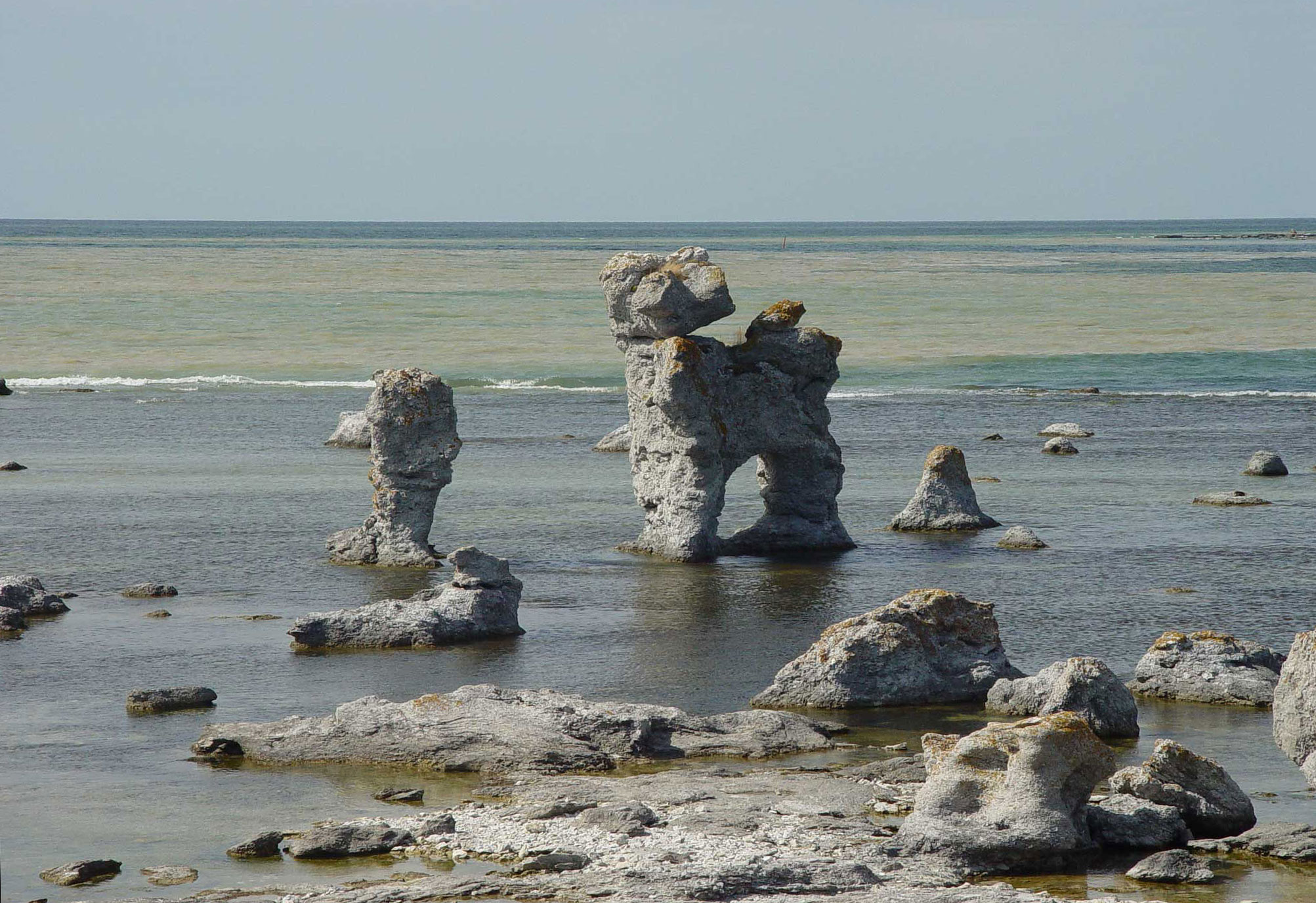
Raukar, en Gotland.

Los llamados raukar en Suecia se encuentran a lo largo de las costas de la isla de Gotland, en las pequeñas islas de Fårö y Lilla Karlsö situadas justo al norte y al oeste de Gotland respectivamente, así como en Öland, otra gran isla de piedra caliza de Suecia en el Mar Báltico.
Elevándose a más de diez metros sobre el agua, se trata de pilares de extrañas y sugerentes formas esculpidas por el mar en las rocas sedimentarias tras la última glaciación. Estas formas se deben a las diferencias de dureza de las calizas y margas sobre las que la erosión provoca efectos desiguales. Carlos Linneo comparó a los raukar con “estatuas, caballos y todo tipo de espíritus y demonios”. Hoburgsgubben, el raukar más conocido por su fácil acceso, se encuentra en el extremo suroeste de Gotland.

### Tailandia

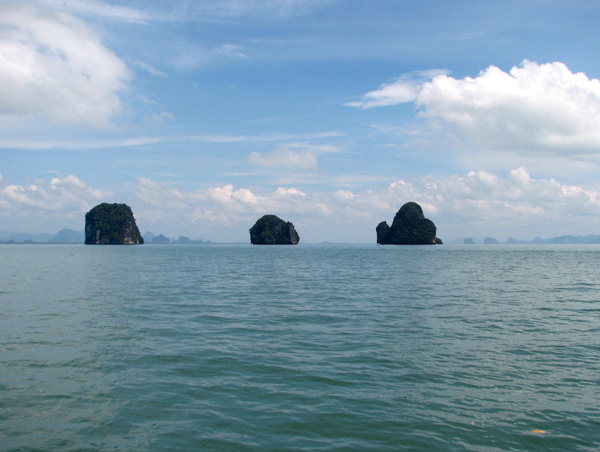
Islotes con farallones en la bahía de Phang Nga en Tailandia.

Ko Tapu (apodada la "Isla de James Bond" debido a su aparición en la película  The Man with the Golden Gun) está en la bahía de Phang Nga en Tailandia.